# Ardagh, Donegal
Ardagh (iriska: Ardachadh) är en liten ort på Inishowenhalvön nära Carndonagh i grevskapet Donegal i Republiken Irland. Ardagh var födelseplatsen för filosofen John Toland (1670–1722). Trakten (townland) Ardagh hade 81 invånare vid folkräkningen 2016.